# Ordine Nero
 (octobre 2018).
Ne doit pas être confondu avec Centro Studi Ordine Nuovo ou Movimento Politico Ordine Nuovo.
Ordine Nero (« Ordre Noir ») était un mouvement italien clandestin de tendance néo-fasciste qui, dans les années 1970, a revendiqué certains attentats.

## Historique
Longtemps à l'écart, sans grande visibilité en dehors des mouvements subversifs d'extrême droite, Ordine Nero semblait se limiter à recueillir les militants exclus des autres formations de la droite extrême, entre autres Movimento Politico Ordine Nuovo et Avanguardia Nazionale[réf. nécessaire].
L'organisation se donnait des objectifs clairement terroristes[réf. nécessaire]. La philosophie du mouvement se référait à la pensée de Julius Evola[réf. nécessaire].
Ordine Nero a fait l'objet d'une enquête de la Commission parlementaire italienne sur les attentats, entre 1988 et 1991[réf. nécessaire].
Durant l'enquête sur le mouvement, on découvrit que le groupe était articulé sur au moins sept unités territoriales, dont la plus active était probablement celle de Toscane, responsable de nombreux attentats sur les lignes ferroviaires. La responsabilité de 45 actions terroristes fut attribuée à Ordine Nero[réf. nécessaire].
Il y eut, semble-t-il, des liens opératifs très serrés avec le Mouvement d'action révolutionnaire, liens si serrés que certains militants considéraient Ordine Nero comme une sorte de bras armé du MAR[réf. nécessaire].

## Sources
- (it) Cet article est partiellement ou en totalité issu de l’article de Wikipédia en italien intitulé « Ordine Nero » (voir la liste des auteurs).